# Jan de Man
Johannes Cornelis (Jan) de Man (Rotterdam, 22 oktober 1922 – 27 juli 2009) was een Nederlands pianist en muziekpedagoog.
Hij was zoon van kantoorbediende Hendrik de Man en Cornelia Alberdina Wolters. Hijzelf trouwde met sopraan Annette de la Bije.
Hij kreeg zijn muziekopleiding aan het Haags conservatorium van Leon Orthel en Cor de Groot, hij ontmoette er ook zijn vrouw. Hij was enkele jaren lid van het Boedapester Trio en vormde een pianoduo met Johan Wolters. Daarbij kreeg hij in 1950 een Prix d’excellence voor zijn pianostudie. Hij gaf over de gehele wereld concerten als solopianist, maar trad ook jarenlang op als begeleider van zijn vrouw, met wie ook de hele wereld overtrok met een gezamenlijke tournee in Azië. Hij had een langdurige carrière als muziekpedagoog. Hij was hoofddocent piano en later ook adjunct-directeur aan genoemd conservatorium. In juni 1973 werd bekend dat hij Ton de Leeuw ging opvolgen als directeur van het Conservatorium van Amsterdam, tussen 1976 en 1994 Sweelinck Conservatorium geheten. Hijzelf werd opgevolgd door Han Lyre.
De Man leidde een hele reeks pianisten op, maar was bijvoorbeeld ook pianoleraar van Anna Enquist.